# Licania velutina
Licania velutina är en tvåhjärtbladig växtart som beskrevs av Ghillean `Iain' Tolmie Prance. Licania velutina ingår i släktet Licania och familjen Chrysobalanaceae. IUCN kategoriserar arten globalt som nära hotad. Inga underarter finns listade i Catalogue of Life.